# Rue Jean-Varenne
Pour les articles homonymes, voir Varenne.
Ne doit pas être confondu avec rue de Varenne.
La rue Jean-Varenne est une voie du 18e arrondissement de Paris, en France. 

## Situation et accès
La rue Jean-Varenne est une voie publique située dans le 18e arrondissement de Paris. Elle débute au 2, rue Henri-Brisson et se termine au 11, avenue de la Porte-de-Montmartre.

## Origine du nom

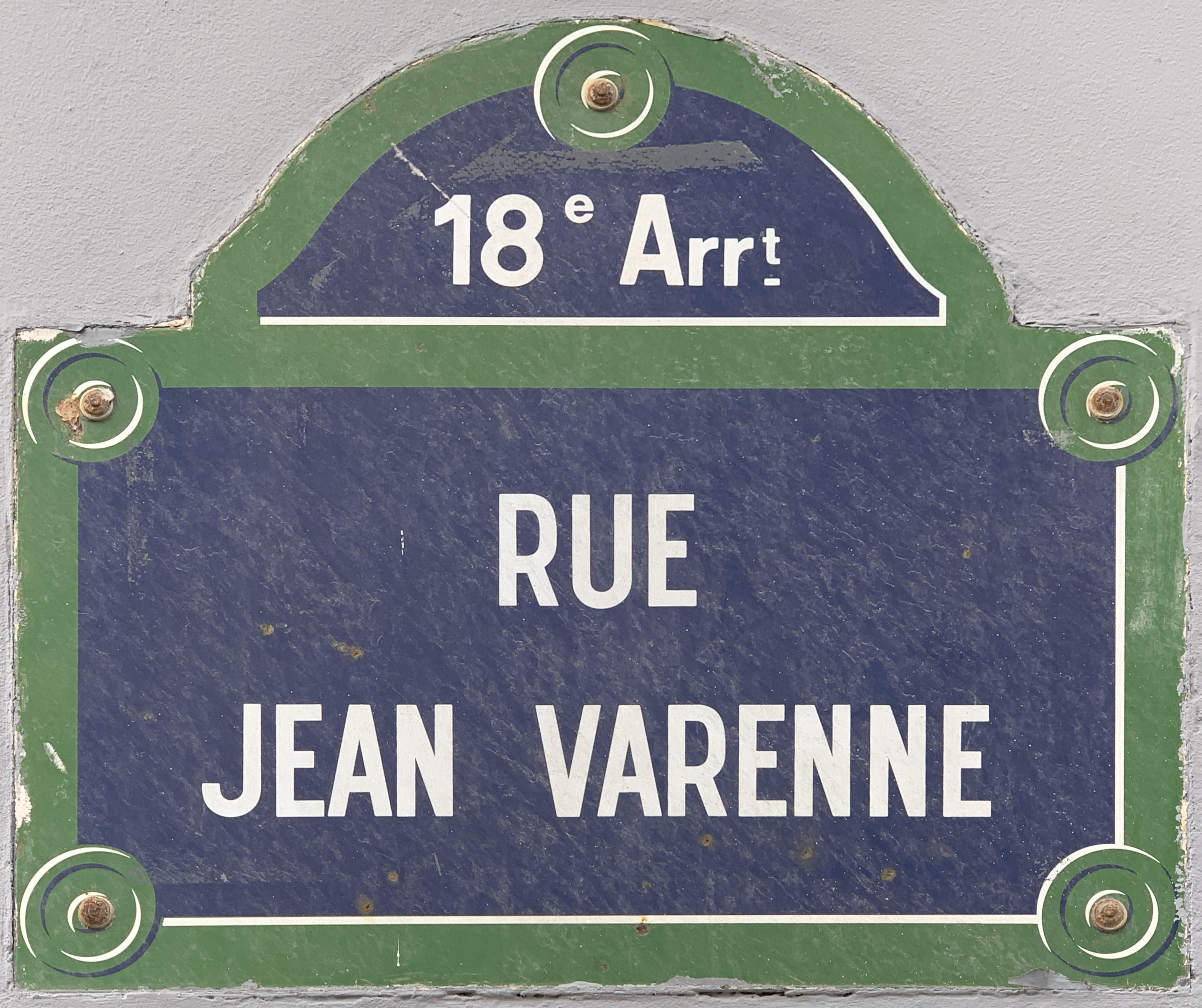
Plaque de la rue.

Elle porte le nom du conseiller municipal et militant de la Section française de l'Internationale ouvrière, Jean Varenne (1878-1927).

## Historique
Cette rue est ouverte en 1928 par la Ville de Paris sur l'emplacement du bastion no 38 de l'enceinte de Thiers. Un arrêté du 12 octobre de la même année lui accorde sa dénomination actuelle.